# Hông
Hông là một vùng giải phẫu của động vật có xương sống nằm ở phía ngoài và trước vùng mông, phía dưới mào chậu, và phía trên mấu chuyển lớn của xương đùi. Mặt trong vùng hông là hố ổ cối hợp thành bởi 3 xương chậu hông, tiếp với vùng chậu. Khớp háng là khớp giữa chỏm xương đùi và hố ổ cối của xương chậu và có chức năng chính là chịu trong lực của cơ thể trong cả hai tư thế tĩnh (khi đứng) và động (khi đi hoặc chạy). Khớp háng có vai trò quan trọng trong việc giữ thăng bằng và giữ góc chậu hông. Cơn đau vùng hông có thể do nhiều nguyên nhân khác nhau, trong đó có thể do thần kình, xương khớp, nhiễm khuẩn, chấn thương, hay di truyền.

## Giải phẫu

### Góc vuông
- Góc ngang của acetabular inlet (hoặc gọi là góc của Sharp và nói chung về một góc thường không liên quan đến góc acetabular mà không có chi tiết kĩ thuật.[2]